# 車庫前駅
車庫前駅（しゃこまええき）は、かつて愛知県岡崎市にあった、名鉄岡崎市内線の駅。
岡崎市内線の岡崎車庫の近くにあり、引込み線も存在した。

## 概要
- 相対式2面2線の乗り場が設けられていたが、安全地帯は設置されていなかった。
- 開業時の駅名は「中学校駅」。これは愛知縣第二尋常中學校（現・愛知県立岡崎高等学校）の最寄駅であったことに由来する。「車庫前駅」に改称したのは、愛知縣岡崎中學校[1]が1924年に移転した以降と推測されるが、詳しい年月日は不明である[2]。
- 芦池橋駅と車庫前駅の間には新田橋駅が存在したが、太平洋戦争時休止・廃止されている[3]。
- 車庫前駅と戸崎町駅の間には日清分工場前駅と戸崎駅という駅が存在していたというが、日清分工場前駅は戸崎駅を移転改称したという説もあり、詳細は不明である[4]。

## 歴史
- 1899年（明治32年）1月1日 - 「岡崎馬車鐵道」により中学校駅として開業。軌間762mmの単線軌道であった。
- 1911年（明治44年） - 社名を「岡崎電気軌道」と改称。
- 1912年（大正元年）9月1日 - 600V電化。同時に1067mm軌間へ改軌。
- 1922年（大正11年） -  岡崎停車場（後の岡崎駅前駅） - 殿橋（後の岡崎殿橋駅）間複線化。
- 1924年（大正13年）頃 - 車庫前駅に改称。
- 1927年（昭和2年）7月19日 - 岡崎電気軌道が三河鉄道に合併。三河鉄道の駅となる。
- 1941年（昭和16年）6月1日 - 三河鉄道が名古屋鉄道に合併。名古屋鉄道の駅となる。
- 1948年（昭和23年）11月1日以前 - 無人化[5]。
- 1962年（昭和37年）6月17日 - 岡崎市内線及び福岡線福岡町 - 大樹寺間廃止により廃駅となる。

## 隣の駅
名古屋鉄道
岡崎市内線
芦池橋駅 - 車庫前駅 - 戸崎町駅